# Sylvia Stolz
Pour les articles homonymes, voir Stolz.
Sylvia Stolz née le 6 août 1963 à Munich est une avocate allemande négationniste.

## Biographie
Elle a défendu Ernst Zündel lors de son procès remettant en cause l'existence de l'Holocauste en mars 2006. Elle affirma pendant le procès que « […] le tribunal militaire allié international n’a rien été d’autre qu’une inquisition talmudique conduite par des ennemis de l’Allemagne, qui a produit des témoignages fabriqués de toutes pièces et les dépositions des Juifs n’ont jamais pu être mises à l’épreuve ou authentifiées [réf. nécessaire] ». Elle a également affirmé pour conclure que « l'Holocauste est le plus grand mensonge de l'histoire du monde ».
Zündel fut condamné en février 2007 à cinq ans de prison, et son avocate Sylvia Stolz à trois ans et demi. Elle fut libérée de la prison d'Aichach le 13 avril 2011.
Elle est en relation de couple avec Horst Mahler.
En février 2015, elle a été condamnée par la justice allemande à 20 mois de prison pour négation de la Shoah et usurpation de titres, lors de propos tenus en 2012 lors d'une conférence en Suisse, pour l'Anti-Zensur-Koalition d'Ivo Sasek (de).